# Voulpaix
Voulpaix là một xã ở tỉnh Allier, vùng Hauts-de-France thuộc miền bắc nước Pháp.

## Mayor
- Gaston Louvet: 1947-1965
- Guy Renaux: 1965-1995
- Michel Degardin: 1995-2008
- Jean-Paul Renaux: 2008-now